# Instituto Weizmann de Ciência
O Instituto Weizmann da Ciência (מכון ויצמן למדע) é um instituto de ensino superior e de pesquisa, situado em Rehovot, Israel. Em contraste com outras Universidades Israelitas não oferece cursos de bacharelado, e só oferece cursos de mestrado e doutoramento na área das ciências naturais.

## História

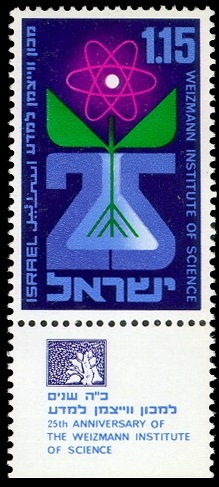
Selo israelense de 1969 em comemoração ao 25º aniversário de criação do instituto

Fundado em 1934 por Chaim Weizmann com o nome de Instituto de Pesquisa Daniel Sieff, foi expandido e formalmente rededicado como o Instituto Weizmann da Ciência em 2 de novembro de 1949. No seguimento da posterior expansão e com a acreditação como estabelecimento de ensino superior, hoje ele pode ser melhor descrito como uma universidade de pesquisa. Tem atualmente cerca de 2.500 estudantes e funcionários, oferecendo graus de Mestrado e Doutoramento em Matemática, Informática, Física, Química, e Biologia, bem como diversos programas interdisciplinares.
Dois professores da Faculdade de Ciências de Informação, Amir Pnueli e o criptografo Adi Shamir, foram galardoados com o Prémio Turing (considerado como o equivalente ao Prémio Nobel nas ciências de informação).
Em 2009, a professora do Departamento de Estruturas Biológicas, Ada Yonath recebeu o Nobel de Química, juntamente com Venkatraman Ramakrishnan e Thomas Steitz.

## Programas de Graduação
Atualmente, o Instituto Weizmann tem cerca de 2.500 alunos, bolsistas, funcionários e professores de pós-doutorado, concede mestrados e doutorados em matemática, ciência da computação, física, química, bioquímica e biologia, bem como em vários programas interdisciplinares. O símbolo do Instituto de Ciência Weizmann é a árvore de Ficus com várias ramificações. Estudantes de graduação e recém-formados devem se inscrever no M.Sc. programas, enquanto aqueles que ganham um M.Sc. ou um MD pode aplicar diretamente ao Ph.D. programas. Bolsas de estudo integrais são concedidas a todos os alunos.